# مضاد إلكتروني

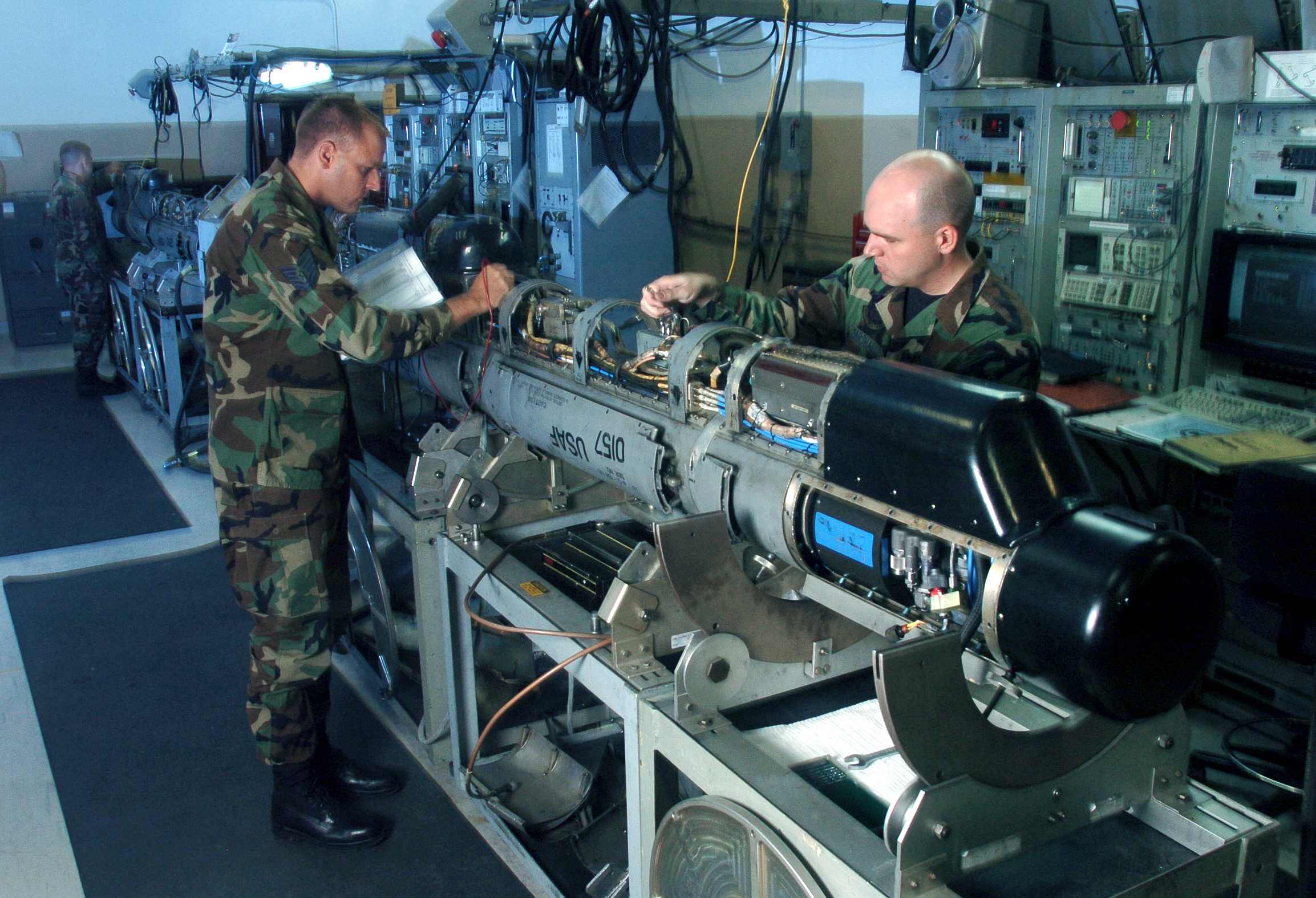
Inspecting an AN/ALQ-184 Electronic Attack Pod.

مضاد إلكتروني (بالإنجليزية: Electronic countermeasure)‏(ECM) هو جهاز كهربائي أو إلكتروني مصمم لخداع أو تضليل الرادار أو السونار أو غيرها من أنظمة الكشف، مثل الأشعة تحت الحمراء (IR) أو الليزر. ويمكن استخدامه على حد سواء في المهمات الهجومية والدفاعية لمنع استهداف المعلومات من قبل لعدو.